# Provincia de Oubritenga
Oubritenga es una de las 45 provincias de Burkina Faso, su capital es Ziniaré.

## Departamentos (población estimada a 1 de julio de 2018)
La provincia está dividida en cinco departamentos:
- Absouya 36,400
- Dapélogo 47,933
- Loumbila 37,912
- Nagréongo 32,250
- Ourgou-Manéga 27,239
- Ziniaré 86,034
- Zitenga 56,998